# Бронзовий москверо
Бронзовий москве́ро (Lathrotriccus) — рід горобцеподібних птахів родини тиранових (Tyrannidae). Представники цього роду мешкають в Південній Америці та на Малих Антильських островах.

## Таксономія і систематика
Молекулярно-генетичне дослідження, проведене Телло та іншими в 2009 році дозволило дослідникам краще зрозуміти філогенію родини тиранових. Згідно із запропонованою ними класифікацією, рід Бронзовий москверо (Lathrotriccus) належить до родини тиранових (Tyrannidae), підродини Віюдитиних (Fluvicolinae) і триби Півієвих (Contopini). До цієї триби систематики відносять також роди Річковий пітайо (Ochthornis), Бурий москверо (Cnemotriccus), Москверо (Aphanotriccus), Монудо (Mitrephanes), Піві (Contopus), Піві-малюк (Empidonax), Феб (Sayornis) і Москверо-чубань (Xenotriccus).

## Види
Виділяють два види:
- Москверо бронзовий (Lathrotriccus euleri)
- Москверо сіроволий (Lathrotriccus griseipectus)

## Етимологія
Наукова назва роду Lathrotriccus походить від сполучення слів дав.-гр. λαθριος — секрет, таємниця і τρικκος — дрібна пташка (в орнітології означає птаха з родини тиранових).